# Hiéroglyphe égyptien N34
Le lingot de métal en hiéroglyphes égyptiens, est classifié dans la section N « Ciel, terre, eau » de la liste de Gardiner ; il y est noté N34.

## Représentation
| W13 |

| W13 |

| X3 |

| X3 |

## Utilisation
| N34 | Z1 · N33A |

| N34 | Z1 · N33A |

| b | i | A | N21 · N42 | / | N34 · N33A |

| b | i | A | N21 · N42 | / | N34 · N33A |

| b | i | A | N21 · N42 | / | N34 · N33A |

| b | i | A | N21 · N42 | / | N34 · N33A |

| N34 · Z1 · N33A | / | N34 | U32 | N33A | {N33AV |

| N34 · Z1 · N33A | / | N34 | U32 | N33A | {N33AV |

C'est un déterminatif des termes désignant un objet en cuivre ou en bronze.

## Exemples de mots
| S34 | Z1 · N34 |

| S34 | Z1 · N34 |

| N36 · n | b | N34 |

| N36 · n | b | N34 |

| N28 | N34 · Z2 |

| N28 | N34 · Z2 |